# Manuel Nahuat
Manuel Nahuat (ca. 1800 - 23 de marzo de 1851) fue un combatiente maya que luchó por la independencia de su pueblo durante la denominada Guerra de Castas misma que se condujo de 1847 a 1901 en la peninsula de Yucatán, en el territorio de lo que hoy son los estados de Yucatán, Campeche y Quintana Roo, México. En el caso de Nahuat, muy particularmente, su lucha se desarrolló en el poblado de Noj Kaaj Santa Cruz Xbalam Naj (actualmente Felipe Carrillo Puerto), que había sido fundado hacia 1850 por José María Barrera para albergar a la llamada Cruz Parlante que reunía a los Cruzoob en torno a su idea de reconquistar los territorios mayas del Mayab y de expulsar a los criollos y mestizos que gobernaban el Yucatán del siglo XIX. Ahí Manuel Nahuat se desempeñó como ventrílocuo de la Cruz Parlante, haciendo hablar a esta y pronunciando las arengas que motivaban a sus seguidores para mantenerse en la lucha armada y en la insurrección que alimentó la mencionada guerra.

## Datos históricos
Serapio Baqueiro Preve, historiador, dice que la creación del poblado de Chan Santa Cruz en lo que actualmente es Quintana Roo, en México, y la instalación del culto a la Cruz Parlante fueron promovidos por José María Barrera quien fue uno de los primeros instigadores de la Guerra de Castas en Yucatán al promediar el siglo XIX. Refiere el historiador que Barrera, huyendo de la persecución de la que era sujeto a partir del momento en que se conoció la conspiración que fraguó y su participación en ella, encontró en un lugar remoto de la selva del oriente de Yucatán una fuente de agua (cenote), a la entrada de un subterráneo y bajo árboles seculares, que lo hizo pensar en la conveniencia de usar el sitio como refugio. Para ese propósito, marcó una de las cortezas de los árboles con tres cruces a fin de identificarlo. La gente comenzó a concurrir al lugar a reunirse, a proveerse de agua y a rendir adoración a las cruces. Se instalaron después tres cruces talladas de madera en torno a las cuales el pueblo en rebelión se estableció. Fue el nacimiento de Chan Santa Cruz (chan significando en lengua maya, pequeño/a).
Barrera hizo propagar la historia de que las cruces habían bajado del cielo precisamente para congregar a los combatientes en el lugar y para guiarlos en su lucha. Para ese propósito utilizó los servicios inspirados de un combatiente indígena que poseía el don de la ventriloquía y que hizo hablar a la cruz difundiendo así las proclamas convenientes para alentar el espíritu de lucha. Ese fue Manuel Nahuat, ventrílocuo originario del pueblo de Kanxoc.
Dice el historiador Baqueiro: 

"...con este objeto (la cruz) convocaba al pueblo en un lugar determinado, mandaba colocar las cruces en una plataforma elevada, situándose Nahuat en un extremo de la concurrencia y se hacía escuchar como si la voz procediese de las cruces referidas. Se pronunciaban bien meditados discursos dirigidos al propósito de encender los ánimos de los combatientes para entusiasmarlos en su lucha contra los blancos...." 

En marzo de 1851 culmina una etapa de la Guerra de Castas cuando el ejército comandado por el coronel Novelo irrumpe en la madrugada del día 23 en Chan Santa Cruz sorprendiendo a la población y a los líderes del movimiento rebelde. José María Barrera logra huir hacia el norte pero Manuel Nahuat perece en el combate, no sin antes batirse a machetazos con un capitán del ejército oficial llamado José Antonio Carrillo quien a su vez logra apenas salvar la vida.
Al desocupar días después la plaza los del ejército gubernamental creyendo que esa había sido la batalla final de la guerra, se reorganizó la población indígena y se restableció el culto a la Cruz Parlante. Manuel Nahuat es sustituido como intérprete por Juan de la Cruz Puc y los mensajes divinos comienzan a llegar a la población rebelde por escrito, mediante cartas muy bien preparadas por el nuevo mensajero que son leídas en la plaza pública y que imprimen una nueva dinámica y un nuevo impulso a la lucha de los rebeldes mayas. Aun quedaban muchos años por delante de conflagración e inestabilidad en la península de Yucatán.